# هیروشی یامائوچی

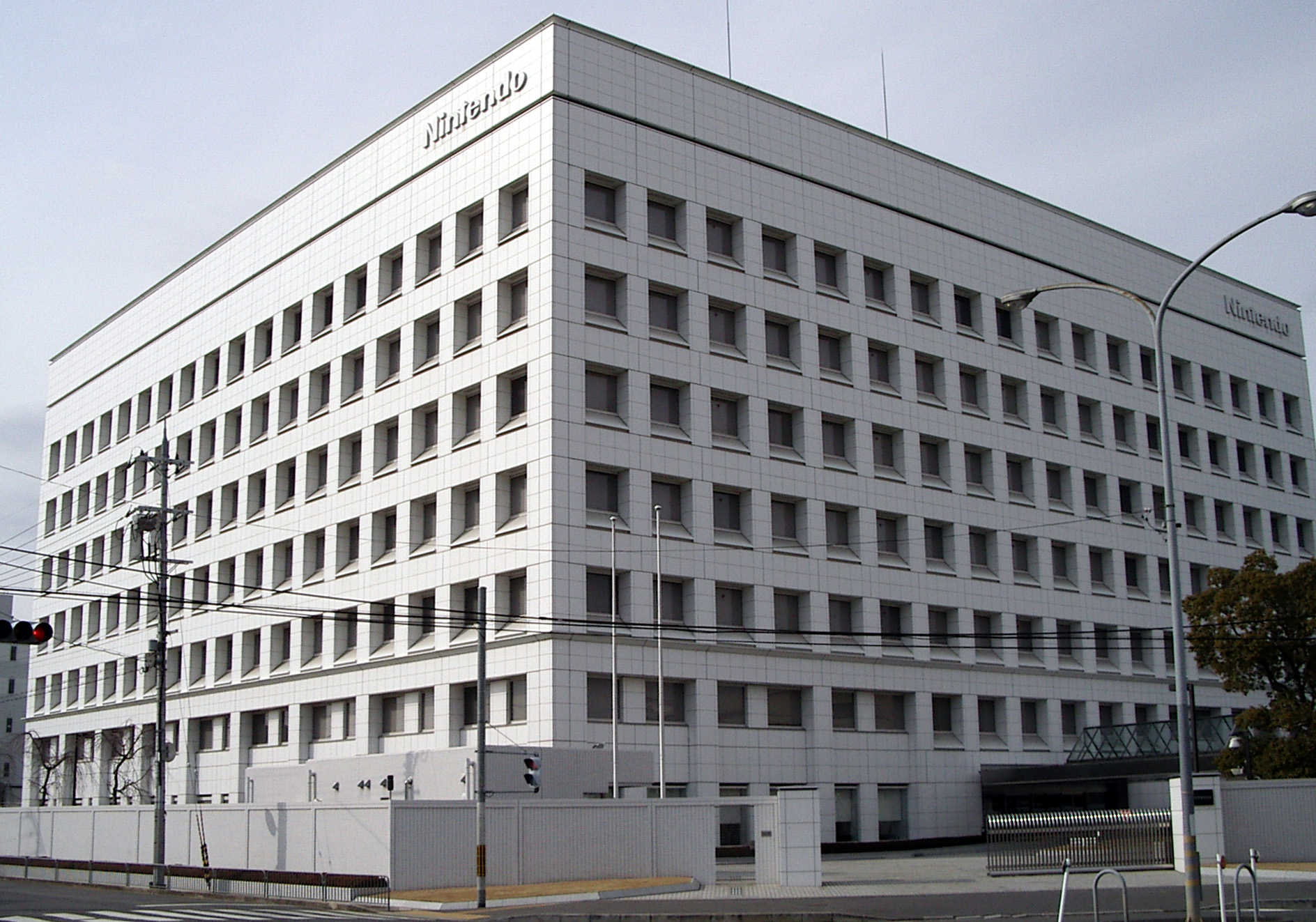
تصویری از شرکت نینتندو

هیروشی یامائوچی (۷ نوامبر ۱۹۲۷ - ۱۹ سپتامبر ۲۰۱۳) سومین رئیس شرکت نینتندو بود که این شرکت را از پدربزرگ خود به ارث برده بود.
وی تا سال ۲۰۰۲ حدود ۵۰ سال ریاست شرکت نینتندو را بر عهده داشت.
او با فکر خلاقانه خود شرکت نینتندو را که در آن زمان یک شرکت ساخت کارت‌های بازی بود تبدیل به بزرگترین شرکت بازی سازی ژاپن کرد

## اوایل زندگی
او در شهر کیوتو ی ژاپن متولد شد، جایی که در ۱۲ سالگی به مدرسه آمادگی فرستاده شد. او قصد داشت تا حقوق یا مهندسی بخواند اما جنگ جهانی دوم مانع این کار او شد. از آنجایی که او جوان تر از آن بود که به جنگ فرستاده شود، به یک کارخانه وابسته به ارتش رفت تا شروع به کار کند. او در سال ۱۹۴۵ با میچیکو ایبانا ازدواج کرد. در غیاب پدر که همسر و فرزندان خود را رها کرده بود پدربزرگ و مادربزرگ او برگزاری مراسم را بر عهده گرفتند.

## کار در نینتندو

### اوایل کار
پدربزرگ هیروشی از آنجایی که هیچ جانشینی نداشت از هیروشی خواست، تا جانشین او در نینتندو شود. به این دلیل، هیروشی یامائوچی می‌بایست دانشگاه را رها کند. پدربزرگ او کمی بعد از دنیا رفت. البته به خاطر سن پایین و تجربه کم یامائوچی، اکثر کارکنان او را جدی نمی‌گرفتند و بسیاری نیز از او بدشان می‌آمد. یامائوچی مجبور بود با اعتصاب کارکنان برخورد کند. او از قدرت خود استفاده کرد و بسیاری از آن‌ها را اخراج کرد. یامائوچی نام شرکت را به نینتندو کاروتا تغییر داد و دفتر مرکزی آن را به کیوتو منتقل کرد. در سال ۱۹۵۶ هیروشی یامایوشی طی بازدیدی از آمریکا برای شرکت‌های تولید کارت بازی در آن کشور، متوجه شد که بزرگ‌ترین شرکت در زمینه کاری آنها، دفتر بسیار کوچکی دارد. این نقطه عطفی در ذهن هیروشی بود و او محدودیت بازار کارت‌های بازی را درک کرد. از دوره هیروشی افتخارات و سوددهی این شرکت افزایش یافت. او به کار ساخت کارت‌های بازی مدرن روی آورد و موفق شد ۶۰۰ هزار بسته از آن را به فروش برساند. در سال ۱۹۶۳ نام شرکت به «نینتندو» تغییر یافت و به تجارت‌های کوچک متنوعی دست زد. مثلاً یک شرکت تاکسیرانی و همچنین کارخانه مواد غذایی تأسیس کردند.
در سال ۱۹۷۴ نینتندو به مشکلات مالی دچار شد و تا مرز سقوط نیز پیش رفت ولی تصمیم این شرکت برای ساخت دستگاه بازی رنگی، این وضعیت را تغییر داد و سه سال بعد اولین دستگاه بازی رنگی آن‌ها وارد بازار ژاپن شد.

### آغاز عصر الکترونیک
یامائوچی بر این باور بود که تکنولوژی می‌تواند با سرگرمی منطبق شود و علاوه بر سرگرمی قیمت مناسبی داشته باشد. اولین جرقه‌های ساخت کنسول‌های بازی شرکت نینتندو از این ایده شکل گرفت.
در آن زمان آتاری و Magnavox در حال فروش دستگاه‌های بازی برای تلویزیون بودند
در آنزمان طی قراردادی که بین یامائوچی و Magnavox بسته شد قرار شد که نینتندو کنسول‌های Magnavox را با نام Magnavox Odyssey در ژاپن به فروش برساند به همین منظور تعدادی کارمند خبره در زمینه الکترونیک را استخدام کرد و بعدها نینتندو اولین دستگاه بازی به نام Color TV Game ۶ در ژاپن عرضه کرد.